# رولاند رافورمي
رولاند رافورمي (مواليد 3 نوفمبر 1966) هو ملاكم سيشلي، مثّل بلاده في الألعاب الأولمبية الصيفية 1992.

## روابط خارجية
رولاند رافورمي على موقع اللجنة الأولمبية الدولية (الإنجليزية)
- رولاند رافورمي على موقع أوليمبيديا (الإنجليزية)
- رولاند رافورمي على موقع اتحاد ألعاب الكومنولث (مؤرشف) (الإنجليزية)